# 瑟普赖斯
瑟普赖斯（英語：Surprise）是美国亚利桑那州马里科帕县的一座城市，也是菲尼克斯都会区继吉尔伯特之后人口增长速度第二快的市：根据美国人口普查局的数据，该城2000年普查时只有30,848人，到2010年已經超過11万人。